# Rho Cygni
Rho Cygni (73 Cygni) é uma estrela na direção da constelação de Cygnus. Possui uma ascensão reta de 21h 33m 58.87s e uma declinação de +45° 35′ 31.4″. Sua magnitude aparente é igual a 3.98. Considerando sua distância de 124 anos-luz em relação à Terra, sua magnitude absoluta é igual a 1.07. Pertence à classe espectral G8III. É uma estrela variável.